# Calocaris isochela
Calocaris isochela är en kräftdjursart som beskrevs av Zarenkov 1989. Calocaris isochela ingår i släktet Calocaris och familjen Calocarididae. Inga underarter finns listade i Catalogue of Life.